# Maud Gatel
Pour les articles homonymes, voir Gatel.
Maud Gatel, née le 6 avril 1979, à Saint-Maur-des-Fossés (Val-de-Marne), est une femme politique française, secrétaire générale du Mouvement démocrate (MoDem).
Elle est présidente du groupe Modem, Démocrates et Ecologistes au conseil de Paris, élue du 15e arrondissement depuis 2014 et députée de la 11e circonscription de Paris entre 2021 et 2024, membre du groupe MoDem.

## Biographie
Elle suit des études à Sciences Po Bordeaux et à Cardiff, puis au CELSA.
Après avoir été stagiaire à Bruxelles auprès de Michel Barnier, alors commissaire européen chargé de la politique régionale, elle devient en 2002 l'assistante parlementaire de la députée européenne Marielle de Sarnez. En 2009, elle rejoint le cabinet de conseil en communication Tilder, puis elle devient ensuite directrice générale adjointe de l'agence de communication TBWA\Corporate en juillet 2017.

## Parcours politique
Elle participe à la fondation du MoDem en 2007. Elle est membre du bureau exécutif du mouvement et préside le mouvement départemental parisien depuis 2014,. Collaboratrice de Marielle de Sarnez, alors députée européenne, elle est mise en cause dans l'affaire des assistants parlementaires travaillant pour le parti. Si la réalité de son travail ne fait pas de doute, elle est soupçonnée de faire partie du système du MoDem et est mise en examen pour complicité de détournement de fonds publics. En janvier 2023, le parquet de Paris requérait un non-lieu pour Maud Gatel, confirmé par les juges d’instruction le jeudi 9 mars suivant.
Élue en 2014 conseillère de Paris pour le 15e arrondissement de Paris, elle est réélue en 2020.
Elle devient députée de la 11e circonscription de Paris le 14 janvier 2021 à la suite du décès de Marielle de Sarnez, dont elle était suppléante. Le 19 juin 2022, elle est réélue députée, avec 55,45 % des voix,.
Le 23 juillet 2022, Maud Gatel est nommée secrétaire générale du Mouvement démocrate, succédant à Jean-Noël Barrot,.

### Au conseil de Paris
En 2014, elle devient vice-présidente du groupe UDI-MoDem au Conseil de Paris. À ce titre, elle s'oppose notamment à la politique budgétaire de la maire Anne Hidalgo et dénonce régulièrement la mauvaise gestion des services de mobilité douce, en particulier du Vélib',.
Maud Gatel est candidate aux élections municipales de 2020 à Paris sur une liste LR, bien que le MoDem soutienne officiellement Benjamin Griveaux puis Agnès Buzyn (LREM). À la suite de sa réélection au Conseil de Paris, elle devient présidente du Groupe Modem, Démocrates et Écologistes, qui réunit 5 conseillers de Paris parmi les 163 conseillers de Paris,. Maud Gatel s'engage sur les questions liées à l'environnement dans la capitale en s'opposant notamment à l'agrandissement de l'usine Lafarge sur les quais de Seine dans le 15e arrondissement, ou encore au projet du futur quartier Saint-Vincent-de-Paul dans le 14e arrondissement. Elle a par ailleurs jugé insuffisante la réforme engagée par la majorité municipale des jetons de présence touchés par les élus de la capitale qui siègent dans les conseils d'administration de sociétés satellites de la ville,.

### À l'Assemblée nationale
Suppléante de Marielle de Sarnez lors des élections législatives de 2017, Maud Gatel lui succède à sa mort le 13 janvier 2021. Elle siège au sein de la commission des Affaires étrangères de l'Assemblée nationale et devient co-rapporteure de la mission « Construction d'une indépendance stratégique de l'Europe »,, dont le rapport est publié le 16 décembre 2021.
Après une proposition de résolution visant à réguler le secteur de la livraison à domicile et contrôler l'implantation de dark stores et de dark kitchen, Maud Gatel publie en mai 2023 avec la députée Anaïs Sabatini un rapport parlementaire, adopté par la commission des affaires économique de l'Assemblée, proposant 24 recommandations visant à encadrer la pratique,.
En 2023, dans le contexte des discussions sur la loi Immigration, elle fait partie d'un groupe de députés de la majorité travaillant avec des députés de la Nupes pour aboutir à une rédaction équilibrée du texte. En septembre, elle cosigne avec des députés EELV, PCF, PS et d'autres figures de l’aile gauche de la majorité (Renaissance et MoDem) une tribune publiée sur les sites de Libération et de Franceinfo qui exige « des mesures urgentes, humanistes et concrètes pour la régularisation des travailleurs sans papiers »,.